# Adolfo de la Huerta
Adolfo de la Huerta (ur. 26 maja 1881, zm. 9 lipca 1955) - meksykański polityk i generał.

## Życiorys
Brał udział w rewolucji meksykańskiej. Pełnił funkcję gubernatora stanu Sonora w latach 1916-1917 i 1919-1920. Jeden z głównych współpracowników prezydenta Venustiano Carranzy, później był jednym z organizatorów jego obalenia i zamordowania. Tymczasowy prezydent Meksyku od 1 czerwca do 30 listopada 1920, następnie sekretarz (minister) skarbu w rządzie Álvaro Obregóna, w 1924 wyjechał z kraju po tym, jak dokonał nieudanej próby zamachu stanu przeciw Obregonowi w celu niedopuszczenia do władzy Plutarco Eliasa Callesa. Powrócił do Meksyku w 1935.